# Анцупов, Анатолий Яковлевич
Анато́лий Я́ковлевич Анцу́пов (род. 9 июля 1949) — советский и российский психолог. Доктор психологических наук, профессор. 

## Биография
Родился 9 июля 1949 года.
В 1972 году окончил с отличием Новочеркасский политехнический институт по специальности «инженер-электрик».
После окончания института служил командиром взвода радиосвязи в отдельном дивизионе связи, радионавигации и посадки самолётов, секретарём комитета ВЛКСМ, заместителем командира зенитного ракетного дивизиона по политической части в Бакинском округе ПВО.
С 1978 по 1981 год учился в Военно-политической академии в г. Москве на военно-педагогическом факультете, отделение военной педагогики и психологии, окончил с отличием.
С 1981 по 1984 год обучался в очной адъюнктуре на кафедре военной педагогики и психологии Военно-политической академии. В 1986 году защитил диссертацию на соискание степени кандидата психологических наук на тему: «Влияние трудных ситуаций на эффективность деятельности воина-оператора ПВО» (специальность 19.00.14).
С 1989 по 1992 год обучался в докторантуре по кафедре военной психологии Военно-политической академии и защитил диссертацию на соискание учёной степени доктора психологических наук по теме: «Теоретико-методологические основы предупреждения и разрешения межличностных конфликтов во взаимоотношениях офицеров» (специальности 19.00.05 и 19.00.14).
На кафедре социальной и военной психологии, затем военной психологии служил и работал с момента её основания на должностях преподавателя, ст. преподавателя, доцента, зам. начальника кафедры, профессора.
В 1987 году дважды был в служебных командировках в составе Ограниченного контингента советских войск в Афганистане. В составе группы психологов, командированных Академией наук СССР, ликвидировал психологические последствия землетрясения в Спитаке.
Профессор кафедры акмеологии и психологии профессиональной деятельности Российской академии народного хозяйства и государственной службы при Президенте РФ.

## Научная деятельность
Сфера научных интересов:
- оптимизация стратегического управления;
- профилактика и разрешение конфликтов в организациях;
- причины стресса и его профилактика;
- социально-психологическая оценка персонала;
- методологические проблемы психологии и социологии.

Научные достижения и реализованные проекты:
- Является автором модульного социотеста (МСА) комплексной оценки персонала, взаимоотношений и конфликтов в организации, который успешно используется в бизнесе, государственных структурах и творческих коллективах более 20 лет.
- Разработал системную концепцию конфликтов, которая вводит универсальное для всех наук понятийное описание конфликта, схему его определения и управления.
- Разработал концепцию оптимизированного цикла стратегического управления, включающего четыре этапа: обоснование, принятие, выполнение стратегии и обобщение опыта стратегического управления.
- Совместно с коллегами проанализировал все диссертации, защищённые в России по проблемам конфликтов (1949—2012 гг. — 1555 диссертаций), все докторские диссертации по психологии (1935—2014 гг. — 1362 диссертации), все докторские диссертации по социологии (1990—2010 гг. — 888 диссертаций).
- Разработал стресс-жизни тест и рекомендации по минимизации стресса в жизнедеятельности руководителя;

- Вошёл в Топ-100 самых цитируемых российских учёных, по данным РИНЦ (индекс Хирша).

## Преподавательская деятельность
Общий стаж научно-педагогической работы — около 35 лет. Читает лекции и ведёт практические занятия по курсам: «Конфликтология», «Оптимизация стратегического управления организацией», «Как избавиться от стресса», «Социально-психологическая оценка персонала», «Методологические проблемы психологии».

## Научные труды

### Монографии
- Анцупов А. Я., Шипилов А. И. Конфликтология. Учебник для ВУЗов. 5-е изд. — СПб.: 2013;
- Анцупов А. Я. Стратегическое управление. Рабочая книга лидера. 2-е изд. — М.: 2012;
- Анцупов А. Я. Кандыбович С. Л., Прошанов С. Л. Проблемы социологического исследования. Указатель 888 докторских диссертаций. 1990—2010 гг. — М.: 2010;
- Анцупов А. Я., Шипилов А. И. Словарь конфликтолога. 3-е изд. — М.: 2010]; • Анцупов А. Я. , Баклановский С. В. Конфликтология: схемы и комментарии. 3-е изд. — СПб.: 2013;
- Анцупов А. Я., Ковалев. В. В. Социально-психологическая оценка персонала. 2-е изд. — М.: 2013; Предложена авторская методика диагностики малой группы (Модульный социотест);
- Анцупов А. Я. Как избавиться от стресса. — М.: 2013;  В монографии предлагаются рекомендации, позволяющие избавиться от стресса;
- Анцупов А. Я., Кандыбович С. Л., Крук В. М., Тимченко Г. Н., Харитонов А. Н. Проблемы психологического исследования. Указатель 1050 докторских диссертаций. — М.: 2007;
- Анцупов А. Я., Прошанов С. Л. Актуальные проблемы конфликтологии. — М.: Изд-во СГУ, 2011;
- Анцупов А. Я., Прошанов С. Л. Российская конфликтология. Указатель 1555 диссертаций отечественных учёных. 1935—2012 гг. — М.: 2013;
- Анцупов А. Я., Харитонов А. Н.  Конфликтология. Учебник для вузов. 6-е изд.— СПб.: Питер, 2015. – 514 с.

### Статьи
- Анцупов А. Я., Монахова К. В. Оценка межличностных отношений в группе — Журнал Акмеология, № 2, 2011. Изложены методики и результаты комплексной оценки взаимоотношений в спортивной команде;
- Анцупов А. Я. Как разработать стратегию борьбы с коррупцией. Журнал Инновации в образовании, № 12 а, 2011. Предложена концепция разработки стратегии по борьбе с коррупцией;
- Прошанов С. Л., Анцупов А. Я. Принципы социологического исследования. // Социологический альманах. —  Орел: Изд-во ОРАГС, 2011;
- Анцупов А. Я. Роль стратегического управления и его состояние в России. — Журнал Акмеология, №1, 2012;
- Анцупов А. Я., Монахова К. В. Гендерные особенности взаимоотношений в малой группе . — Журнал Акмеология, № 2, 2012;
- Анцупов А. Я. Оптимизированный цикл стратегического управления — Журнал Акмеология, № 3, 2012;
- Анцупов А. Я. Оптимизация стратегического управления — Сб. научн. Трудов РАЕН №9, 2013. Предложена авторская концепция оптимизации стратегического управления;
- Анцупов А. Я. Анализ проблематики 1313 докторских диссертаций по психологии и акмеологии. — Журнал, Акмеология №1, 2014;
- Анцупов А. Я., Жмурин И. Е. Статистический анализ докторских диссертаций по психологии. 1935-2013 гг. — Психологический журнал, т. 35, 2014, № 5.;
- Анцупов А. Я., Тимченко Г. Н.  Как разработать стратегию. — Военный академический журнал, №4, 2014, с. 113-119. Обоснована стандартная логика  разработки стратегии.
- Анцупов А. Я., Харитонов А. Н. Актуальные проблемы психологии. Указатель 1362 докторских диссертаций. 1935-2014 гг. Учебное пособие. Гриф УМО. — М.: «Лига содейств. Оборон. предпр.» 2015.  Охарактеризованы некоторые актуальные проблемы российской психологии
- Анцупов А. Я.  Проблема эволюционной структуры психики. Международная научно-практическая конференция «Россия и мир: развитие цивилизаций» 26 марта 2015 г. (Тезисы выст. с. 112-115);
- Анцупов А. Я., Крук В. М., Тимченко Г. Н.  Стратегическое управление (монография) — М.: Техносфера, 2015. - 344с.
- Анцупов А. Я. Директору школы о конфликтах. XI Международная научно-практическая конференция «Психология личностного и профессионального развития субъектов непрерывного образования». —  СПб,: Нестор-История, 2015.- 757 с. Тезисы выст. с. 595-600.
- Анцупов А. Я. Знание психики – основа психологической культуры. Психологическая культура в современном российском обществе, Сб. материалов всерос. научно-практ. конф. 23-24 апр. 2015г., Волгоград, 2015. Тезисы выст.  с. 10-14.
- Анцупов А. Я., Кандыбович С. Л. Принципы конфликтологии. // Конфликтология, №3, 2015. - с. 14-31.
- Анцупов А. Я., Крук В. М., Тимченко Г. Н. Российская конфликтология – междисциплинарная наука Седьмой всероссийский конгресс политологов, 19-21 ноября 2015 г. Тезисы выст. с.;
- Анцупов А. Я. Российская конфликтология – междисциплинарная наука. Седьмой всероссийский конгресс политологов, 19-21 ноября 2015 г. Тезисы выст. с.